# Ivan Fëdorovič Udom
Ivan Fëdorovič Udom (in russo Иван Фёдорович Удом?; Mosca, 29 ottobre 1768 – San Pietroburgo, 18 giugno 1821) è stato un generale e nobile russo.

## Biografia
Ivan Udom nacque il 29 ottobre 1768 in una famiglia nobile.
Il 7 marzo 1782 entrò nell'esercito russo, nel reggimento della guardia di Preobrazhensky come sottufficiale e combatté con questo reggimento nella guerra russo-svedese (1788-1790). Il 1º gennaio 1789, Udom venne trasferito al 63º reggimento di fanteria Uglitsky col grado di capitano e, come membro del reggimento, prese parte a molte battaglie della guerra russo-turca del 1787-1791.
Nel novembre 1789 Udom venne promosso al grado di maggiore e assegnato al reggimento granatieri della guardia, col quale combatté nel 1792, insieme agli alleati, contro la Francia rivoluzionaria.
Il 5 aprile 1801 venne promosso tenente colonnello, ed il 14 agosto 1805 venne nominato colonnello. Prese parte alle guerre della terza e della quarta coalizione.
Per i servizi resi, il 1º dicembre 1807, Udom ricevette la IV classe dell'Ordine di San Giorgio. Il 12 dicembre 1810 divenne comandante del reggimento moschettieri di Keksholm ed il 19 novembre 1811, Udom venne promosso comandante del reggimento delle guardie lituane. Combatté nella guerra patriottica del 1812 e prese parte alla campagna estera dell'esercito russo.
Dopo essere tornato in Russia, Udom divenne comandante della 1ª brigata della 2ª divisione della guardia. Il 13 aprile 1819 venne trasferito al seguito dello zar.
Il 24 gennaio 1821, Udom ricevette la sua ultima nomina a comandante del reggimento della guardia di Semyonovsky.
Ivan Fëdorovič Udom morì il 18 giugno 1821 a San Pietroburgo e venne sepolto con tutti gli onori militari nel cimitero luterano della città di Volkov.